# Jordan Hill (Luisiana)
Jordan Hill es un lugar designado por el censo ubicado en la parroquia de Winn en el estado estadounidense de Luisiana. En el Censo de 2010 tenía una población de 211 habitantes y una densidad poblacional de 12,14 personas por km².

## Geografía
Jordan Hill se encuentra ubicado en las coordenadas 31°51′33″N 92°30′56″O / 31.85917, -92.51556. Según la Oficina del Censo de los Estados Unidos, Jordan Hill tiene una superficie total de 17.38 km², de la cual 17.38 km² corresponden a tierra firme y (0%) 0 km² es agua.

## Demografía
Según el censo de 2010, había 211 personas residiendo en Jordan Hill. La densidad de población era de 12,14 hab./km². De los 211 habitantes, Jordan Hill estaba compuesto por el 100% blancos, el 0% eran afroamericanos, el 0% eran amerindios, el 0% eran asiáticos, el 0% eran isleños del Pacífico, el 0% eran de otras razas y el 0% pertenecían a dos o más razas. Del total de la población el 0% eran hispanos o latinos de cualquier raza.